# Platysphinx bouyeri
Platysphinx bouyeri là một loài bướm đêm thuộc họ Sphingidae. Loài này có ở Guinea, Burkina Faso và Cộng hòa Trung Phi.